# White Salmon
White Salmon – miasto w Stanach Zjednoczonych, w stanie Waszyngton, w hrabstwie Klickitat.